# 디지털미디어시티
디지털미디어시티(영어: Digtal Media City, DMC)는 대한민국 서울특별시 마포구에 있는 첨단 콘텐츠 생산 및 유통 단지다. 서울특별시 주관으로 2000년에 기본 계획을 수립했으며, 2004년 조성 사업이 본격적으로 시행되었다. 디지털 미디어, 엔터테인먼트 산업 등을 상암새천년신도시 내에 모아 세계적인 최첨단 정보미디어 단지(high-tech complex)를 만드는 것을 목표로 마포구 상암동 택지개발지구 일원에 건설 중이다. 약칭인 DMC로도 많이 불린다. 총면적은 569,925㎡이며, 이 가운데 분양용지는 335,134㎡ 이고 공공시설용지는 234,791㎡이다.

## 역사
1997년 상암택지개발지구가 지정되고 1999년 '새서울타운발전구상'이 발표 되면서 본격적으로 추진되기 시작하였으며, 2000년 상암새천년신도시기본계획이 발표되면서 본격적으로 시작되었다. 2002년 5월 DMC 1단계 용지공급 공고에 들어가 2006년 11월부터 준공이 시작되어 본격적으로 입주가 시작되었다.
예전에 본사가 예정이던 것에 반해 본사의 기능이 방송센터로 용도변경이 되었고, MBC 사옥과 YTN 사옥이 건립되었다. 또한 SBS는 SBS프리즘타워를 건설하고, KBS 미디어는 이미 2007년에 사옥 KBS미디어센터를 준공하였다. CJ의 미디어계열회사도 CJ E&M 센터를 통해 입주하였고. 한국영화 필름 및 관련 자료를 구비한 국내 유일의 필름 아카이브인 한국영상자료원도 이곳에 위치하고 있다.

### 연혁
- 1997년 상암택지개발지구 지정
- 1999년 새서울타운발전구상 발표
- 2000년 상암새천년신도시기본계획
- 2002년 5월 DMC 1단계 용지공급 공고
- 2006년 11월 DMC 1단계 준공
- 2007년 11월 KBS미디어센터 준공
- 2013년 10월 동아일보 사옥 준공
- 2013년 12월 중앙일보 사옥 준공
- 2014년 4월 7일 YTN 뉴스퀘어 신사옥 준공
- 2014년 8월 4일, 9월 1일 MBC 신사옥 준공
- 2014년 12월 채널A 신사옥 준공
- 2015년 1월 JTBC 신사옥 준공
- 2015년 9월 SBS 신사옥 준공
- 2015년 10월 KBS 신사옥 준공
- 2016년 7월 tbs 교통방송 신사옥 준공

## 입주기업과 입주예정기업
- A블록
  - A1-1 : 서울드와이트외국인학교
  - A1-2 : 서울일본인학교
  - A2 : 우리금융 상암센터 (우리은행)
  - A3 : DMC VILLE (외국인임대주택, 서울주택도시공사)

- B블록
  - B1 : 스마트프리즘 (삼성SDS)
  - B2-2 : 디지털드림타워 (LG헬로비전 본사 / 대원방송 / 한국미디어네트워크)
  - B4-1 : 스탠포드호텔 코리아
  - B4-2 : 디지털미디어출판센터 (한국출판협동조합)
  - B4-3 : 디지털게임 스타디움 (드래곤플라이)
  - B4-4 : 상암IT타워 (카카오엔터테인먼트)
  - B5-1 : 글로벌 미디어콘텐츠 센터 (팬엔터테인먼트)
  - B5-2 : 우리기술 멀티미디어연구센터 (우리기술)
  - B5-3 : LG CNS 상암IT센터 (LG CNS)
  - B6-2 : 트루텍빌딩 (트럼프코리아상암)
  - B6-3 : 전자회관 (한국전자정보통신산업진흥회)
  - B6-4 : LG U+ 상암DMC사옥 (LG U+)

- C블록
  - C1,C2 : 상암 MBC 사옥 (MBC)
  - C3 : 디지털매직스페이스 (한국콘텐츠진흥원)
  - C3 : 문화콘텐츠센터 (서울산업통상진흥원, 한국영상자료원)
  - C4 : KGIT센터 (한독산학협동단지)
  - C5 : 누리꿈스퀘어 (정보통신산업진흥원, 오마이뉴스)

- D블록
  - D1-1 : SBS프리즘타워 (SBS, SBS 미디어넷)
  - D1-2 : YTN미디어센터 (YTN)
  - D2-2 : 동아 디지털미디어센터 (채널A, 동아일보, KT스카이라이프, 스튜디오드래곤)
  - D3 : CJ E&M 센터 (CJ ENM)
  - D4 : DMC홍보관

- E블록
  - E1-1 : DMC 이안상암1단지 (한독산학협동단지)
  - E1-2 : DMC 이안상암2단지 (한솔교육)
  - E2-1 : 멀티콘텐츠센터 (JTBC, 중앙일보, 세종텔레콤)
  - E2-2 : JTBC 창조관 (JTBC)[2][3]
  - E2-3 : DMC 디지털큐브 (한국경제신문, 한국경제TV, 조선일보, TV조선, 메가몬스터, TVING)
  - E3-1 : KBS미디어센터 (KBS, KBS N, 몬스터유니온, 셀트리온 엔터테인먼트, 아크미디어, 세이온미디어)
  - E3-2 : DMC산학협력연구센터
  - E3-3 : 에스플렉스센터 (구 IT 콤플렉스)

- I블록
  - I1 : 중소기업DMC타워 (중소기업중앙회)
  - I2 : 팬택계열R&D센터 (팬택)

- G블록 : DMC첨단산업센터

## 교통

### 지하철
- ● 서울 지하철 6호선, ● 수도권 전철 경의·중앙선, ● 인천국제공항철도: 디지털미디어시티역
- ● 수도권 전철 경의·중앙선: 수색역

### 버스
- ● 171번
- ● 172번
- ● 270번
- ● 271번
- ● 470번
- ● 673번
- ● 710번
- ● 740번
- ● 750A번
- ● 730번
- ● 733번
- ● 771번
- ● 3400번
- ● 6715번
- ● 7011번
- ● 7013A번
- ● 7013B번
- ● 7016번
- ● 7019번
- ● 7711번
- ● 7715번
- ● 7726번
- ● 7730번
- ● 7737번
- ● 9711번
- ● 6005번
- ● 6012번
- ● G7111번
- ● G6004번